# Емма Лейрд
Емма Лейрд (англ. Emma Laird; 8 вересня 1998) — шотландська акторка, яка зіграла ролі в короткометражних фільмах «З життя» (2018) та «У розмові з богинею» (2019). Виконавиця головної ролі Айріс у потоковому серіалі Paramount+ «Мер Кінгстауна» 2021 року. Включена до списку «10 британців, на яких варто звернути увагу» у 2021 році за версією Variety.

## Біографія
Народилася 8 вересня 1998 року в Шотландії.

## Кар'єра
Лейрд розпочала кар'єру з ролей у короткометражних фільмах «З життя» та «У розмові з богинею». У квітні 2021 року отримала головну роль у серіалі Paramount+ «Мер Кінгстауна» в ролі Айріс, «танцюристки, яка використовує свої чари собі на благо, поки ці чари не використають проти неї». У жовтні 2021 року Variety включило Лейрд до свого щорічного списку «10 британців, на яких варто звернути увагу».

## Фільмографія

### Короткометражні
| Рік  | Назва                          | Роль    | Пос   |
| ---- | ------------------------------ | ------- | ----- |
| 2018 | From Life                      | дівчина | [ 2 ] |
| 2019 | In Conversation with a Goddess | дівчина | [ 2 ] |

### Повнометражні
| Рік  | Назва                          | Роль              | Пос   |
| ---- | ------------------------------ | ----------------- | ----- |
| 2023 | Привиди у Венеції              | Дездемона Голланд | [ 4 ] |
| 2024 | Бруталіст                      | Одрі              | [ 5 ] |
| 2025 | 28 років по тому               | Джимміма          | [ 6 ] |
| 2026 | 28 років потому: Кістяний храм | Джимміма          | [ 6 ] |

### Телебачення
| Рік         | Назва               | Роль     | Примітки                       |
| ----------- | ------------------- | -------- | ------------------------------ |
| 2021 — 2024 | Мер Кінгстауна      | Айріс    | Головна роль; потоковий серіал |
| 2023        | Переповнена кімната | Аннабель | 5 епізодів                     |
| Н/Д         | Нейромант           |          |                                |